# خليج بيافرا

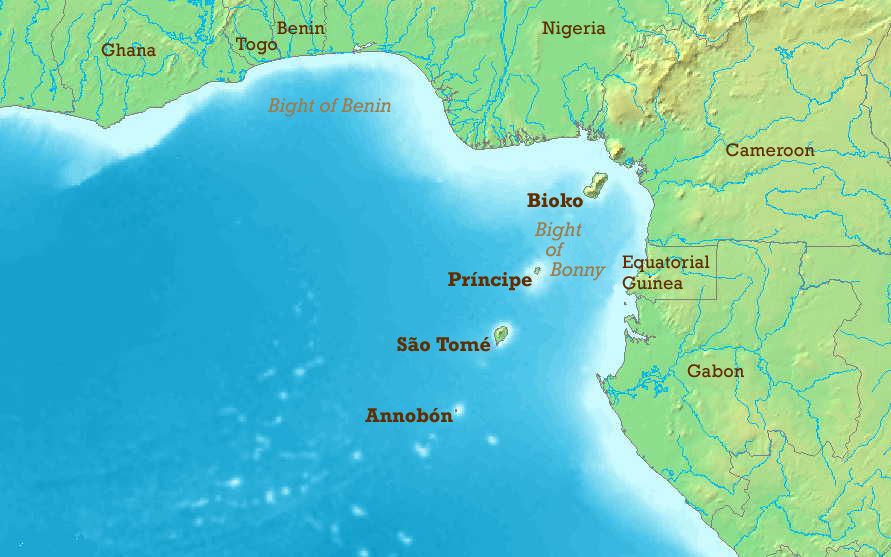
خليج بيافرا في خليج غينيا.

خليج بيافرا، (بالإنجليزية: The Bight of Biafra)‏ أما المسمى رسميا فهو (بالإنجليزية: (Bight of Bonny))‏، فهو خليج قبالة ساحل غرب أفريقيا، في الجزء الشرقي من خليج غينيا. ويمتد من دلتا نهر النيجر في الشمال، حتى كيپ لوپيز في الغابون.

## الدول المطلة على الخليج
الدول المطلة على خـُليج بيافرا هي: نيجريا، الكامرون، غينيا الاستوائية (بما فيها أنوبون)، ساو تومي وپرينسيبي، والجابون.

## التاريخ، وتغيير المسمى
في 30 يونيو 1849, أسست بريطانيا محمية استعمارية على خـُليج بيافرا، تحت سلطة القنصل البريطاني في خـُليج بنين:
وفي 6 أغسطس 1861, تم توحيد محمية خـُليج بيافرا مع محمية خـُليج بنين المجاورة ليصبحا المحمية البريطانية الموحدة لخـُليجات بيافرا وبنين.
بعد الحرب الانفصالية في بيافرا عام 1967-1970، قامت نيجريا عام 1972 بتغيير اسم الخـُليج من «خـُليج بيافرا» إلى «خـُليج بوني»، لتمحى اسم بيافرا من الذاكرة.